# Moustapha Diagne
Moustapha Diagne (ur. 15 sierpnia 1966 w Rufisque) – senegalski piłkarz grający na pozycji obrońcy. W swojej karierze rozegrał 12 meczów w reprezentacji Senegalu.

## Kariera klubowa
W swojej karierze piłkarskiej Diagne grał w takich francuskich klubach jak: Grenoble FC, Melun-Dammarie 77, Amiens SC i CS Fontainebleau.

## Kariera reprezentacyjna
W reprezentacji Senegalu Diagne zadebiutował 2 sierpnia 1987 w przegranym 0:1 meczu Igrzysk Afrykańskich 1987 z Egiptem, rozegranym w Nairobi. W 1990 roku powołano go do kadry na Puchar Narodów Afryki 1990. Wystąpił na nim w czterech meczach: grupowych z Kenią (0:0), z Kamerunem (2:0) i z Zambią (0:0) oraz półfinałowym z Algierią (1:2). Z Senegalem zajął 4. miejsce w tym turnieju.
W 1994 roku Diagne został powołany do kadry na Puchar Narodów Afryki 1994. Na tym turnieju rozegrał dwa mecze: grupowy z Gwineą (2:1) i ćwierćfinałowy z Zambią (0:1). Od 1987 do 1994 roku rozegrał w kadrze narodowej 12 meczów.